# Quincy (Kalifornien)
Quincy ist ein Census-designated place (CDP) im US-Bundesstaat Kalifornien mit 1630 Einwohnern (Stand: 2020) und der Verwaltungssitz (County Seat) des Plumas County.

## Geschichte

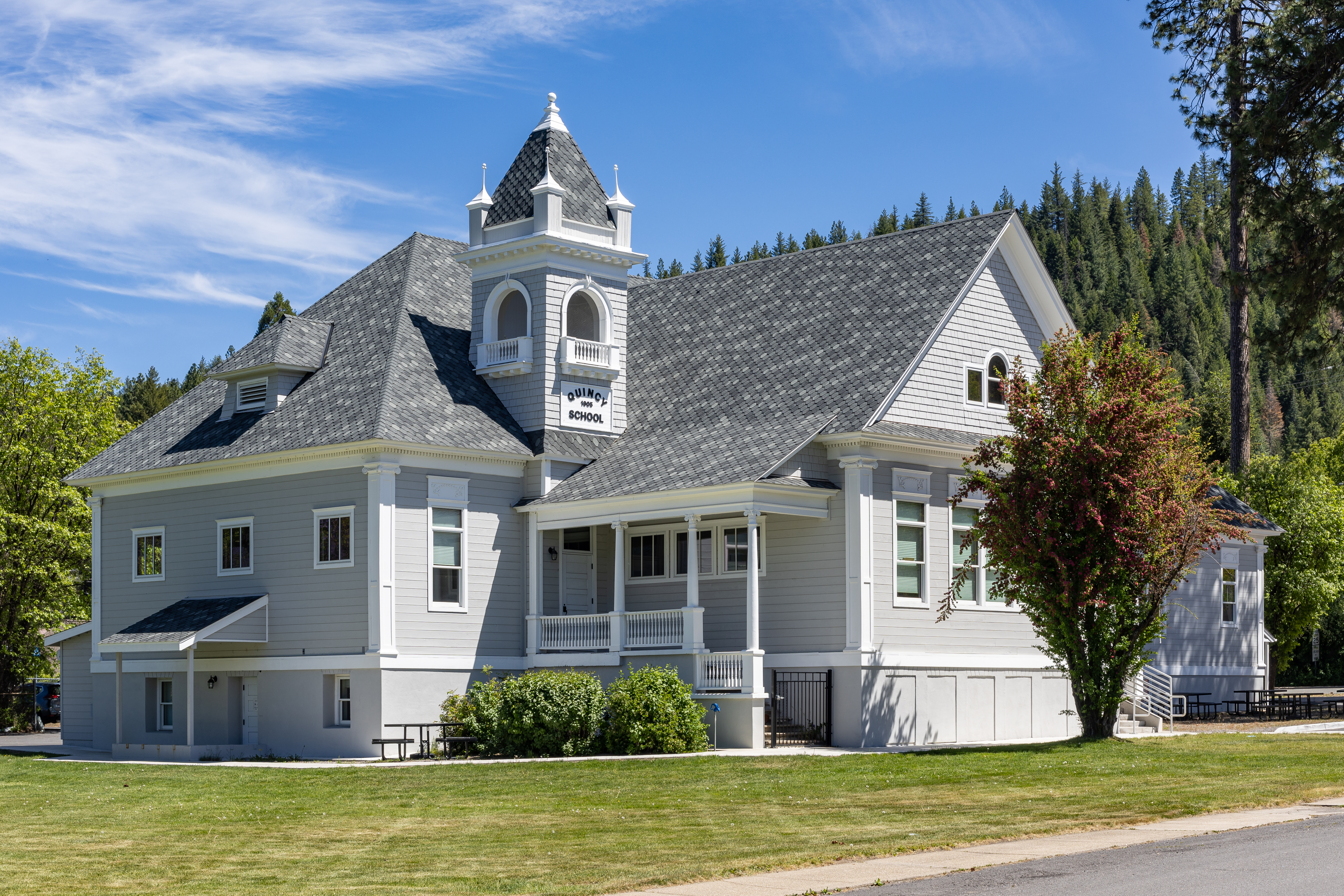
Das historische Schulgebäude aus dem Jahr 1905

Quincy liegt auf dem Gebiet des Maidu-Volkes. Quincy begann als Goldrauschstadt, die mit dem früheren Elizabethtown, Kalifornien, verbunden war. Elizabethtown, das 1852 gegründet wurde, wurde nach Ende des Goldrauschs aufgegeben.
Die Entwicklung verlagerte sich eine Meile weiter in das American Valley, nachdem der Siedler James H. Bradley, der bei der Gründung von Plumas County half, dort Land für den Sitz des Countys stiftete. Er legte die Stadt an und benannte sie nach seiner Farm in Illinois, die nach John Quincy Adams (1767–1848), dem sechsten Präsidenten der Vereinigten Staaten (1825–1829), benannt worden war.
Das Postamt von Quincy wurde 1855 eröffnet, und die Siedlung wurde 1858 formell anerkannt.

## Demografie
Nach der Volkszählung von 2010 leben in Quincy 3600 Menschen. Die Bevölkerung teilt sich auf in 86,8 % nicht-hispanische Weiße, 2,1 % Afroamerikaner und 1,1 % amerikanische Ureinwohner, 1,1 % Asiaten, 0,1 % Ozeanier und 3,8 % Sonstige. Hispanics oder Latinos machten 7,6 % der Bevölkerung aus. Das mittlere Haushaltseinkommen lag 2019 bei 56.567 US-Dollar und die Armutsquote bei 23,4 %.